# Хёгер, Карел
Ка́рел Хёгер (чеш. Karel Höger; 17 июня 1909, Брюнн, Австро-Венгрия, ныне Брно, Чехия — 4 мая 1977, Прага, Чехословакия, ныне Чехия) — чешский актёр театра, кино и телевидения.

## Биография

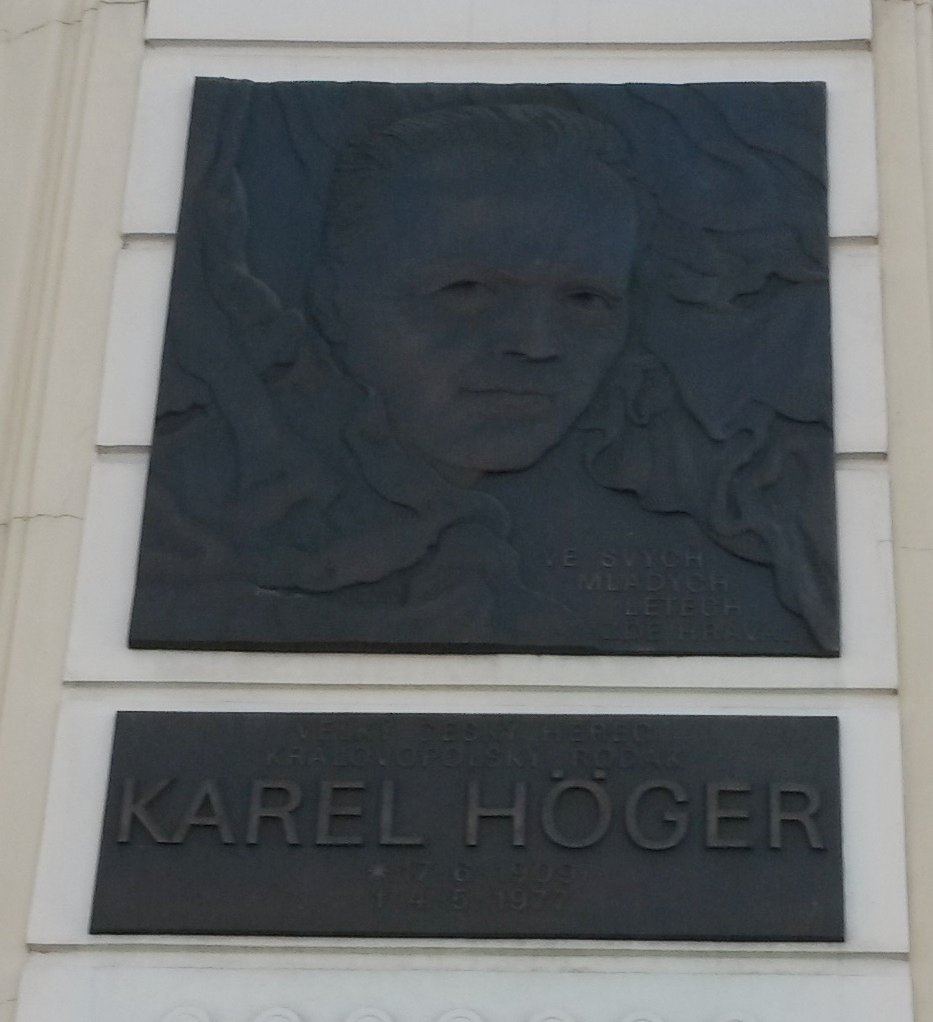
мемориальная доска Карелу Хёгеру на здании Семиласса в Брно

В 1928 году окончил педагогический институт. Был преподавателем в Ломнице и Тишнове. Изучал драматическое искусство в Консерватории Брно. Был актёром драматического театра в Брно. В 1940 году становится актёром Пражского Национального театра. В 1938 году дебютировал в кино («На сто процентов»). Часто играл реальных исторических персонажей.
Умер в 1977 году во время съёмок сериала «Больница на окраине города».

## Избранная фильмография
- 1938 — На сто процентов / Na sto procent
- 1941 — В тихие ночи / Za tichych noci — Герольд Завиш
- 1941 — Турбина / Turbina — Арност
- 1941 — Дочь поджигателя / Palicova dcera — Антонин Едличка
- 1942 — Габриела / Gabriela — Петр Тузан
- 1942 — Очарованная / Okouzlená — доктор Павел Хвойка
- 1943 — / Modrý závoj — Роберт Голан
- 1943 — / Čtrnáctý u stolu — Павел Чтрнакти
- 1943 — Танцор / Tanečnice — Саша Хольберг / Аренс
- 1947 — Мёртвый между живыми / Mrtvý mezi zivými — Юри Фальта
- 1947 — Неделя в тихом доме / Týden v tichém domě — доктор Лоукота
- 1948 — Кракатит / Krakatit — Прокоп, инженер-изобретатель
- 1948 — Возвращение домой / Návrat domů
- 1950 — Как кошечка и собачка мыли пол / Jak pejsek s kocickou myli podlahu — рассказчик, озвучивание (анимация)
- 1952 — Миколаш Алеш / Mikoláš Aleš — Миколаш Алеш
- 1952 — Наступление / Nástup — Трнец
- 1953 — Молодые годы / Mladá léta — Губка
- 1953 — Старинные чешские сказания / Staré pověsti české — голос принца Неклана, озвучивание (анимация)
- 1953 — / Večery s Jindrichem Plachtou — рассказчик / играет самого себя
- 1953 — Дни и ночи / Dny a noci — рассказчик, озвучивание (ТВ)
- 1954 — Кафе на главной улице / Kavárna na hlavní třídě — Йозеф Кучера
- 1954 — Ян Гус / Jan Hus — император Вацлав IV (в советском прокате «Война за веру: Магистр»)
- 1955 — Из моей жизни / Z mého života — Бедржих Сметана
- 1956 — Жизнь поставлена на карту / Hra života
- 1957 — Путешествие Гонзика / Honzíkova cesta
- 1957 — Дедушка-автомобиль / Dědeček automobil — рассказчик, озвучивание
- 1957 — Ян Жижка / Jan Žižka — чешский король Вацлав IV (в советском прокате «Война за веру: Полководец»)
- 1957 — Школа отцов / Škola otců — Йиндрих Пеликан
- 1957 — Юрашек / Jurášek — доктор Мражек
- 1958 — Свинопас / Pasáček vepřů — рассказчик, озвучивание (анимация)
- 1958 — Гражданин Брих / Občan Brych — юрист Франтишек Брих
- 1958 — А вот и львы / Zde jsou lvi — Александр Стерба
- 1959 — Давным-давно / Cesta zpátky — Пастирик
- 1959 — 105 % алиби / 105 % alibi — капитан Тума
- 1959 — / Vláček kolejáček — рассказчик, озвучивание (анимация)
- 1960 — Августовское воскресенье / Srpnová neděle — Альфред Морак
- 1960 — Факелы / Pochodně
- 1961 — Весенний воздух / Jarní povetrí — Карел Стибор — отец
- 1961 — Где одного алиби мало / Kde alibi nestačí — капитан Тума
- 1961 — Каждый грош хорош / Kazdá koruna dobrá — Художник
- 1961 — Петух пугает смерть / Kohout plaší smrt — Эрвин Копал
- 1961 — Флориан / Florián
- 1962 — Барон Мюнхгаузен / Baron Prášil — Сирано де Бержерак
- 1962 — Горячее сердце / Horoucí srdce — Игнац Ян Гануш
- 1962 — Крепость на Рейне / Pevnost na Rýně — адмирал ван Хорн
- 1963 — Прекрасный поход/ Spanilá jízda — кардинал Генри Бофорт Уинчестерский
- 1963 — Лицо в окне / Tvár v okne — доктор Дедик
- 1964 — Комедия с дверной ручкой / Komedie s Klikou — доктор Карел Янский
- 1965 — Алиби на воде / Alibi na vodě — майор Тума
- 1965 — Золотой ранет / Zlatá reneta — библиотекарь Ян
- 1966 — Нагая пастушка / Nahá pastýřka — доктор Лабурда
- 1967 — / Čtyři v kruhu — капитан полиции
- 1968 — Дита Саксова / Dita Saxová — Готтлоб
- 1968 — Марафон / Maratón — маршал Павел Рыбалко
- 1968 — Я, справедливость / Já, spravedlnost — доктор Герман
- 1969 — Честь и слава / Cest a sláva — Доновальский
- 1970 — Парадом командую я / Prehlídce velim já
- 1970 — 1978 — Пан Тау / Pan Tau — рассказчик (сериал)
- 1971 — Урок / Lekce
- 1971 — Ромео и Джульетта поздней осенью / Romeo a Julie na konci listopadu — Карел Плугар (ТВ)
- 1973 — Свадьба без колец / Svatba bez prstýnku — Кунеш
- 1973 — Дождливая погода / Vodnická pohádka — рассказчик, озвучивание (анимация)
- 1974 — Покушение на убийство / Pokus o vrazdu — Троян
- 1974 — Ночь на Карлштейне / Noc na Karlštejně — архиепископ Арношт из Пардубице
- 1975 — / Poklad pod Cernou hláskou — рассказчик, озвучивание (ТВ)
- 1975 — Листок в альбом / Lístek do památníku — Франтишек Калина (ТВ)
- 1975 — Преподаватели вне класса / Profesori za skolou
- 1976 — Игровая площадка / Hřiště — Турна

## Награды
- 1952 — Государственная премия ЧССР за театральную работу
- 1958 — Заслуженный артист ЧССР
- 1964 — Народный артист ЧССР